# Discographie de Ciara
La discographie de la chanteuse américaine Ciara se compose de quatre albums studio, un EP, un DVD, trente singles, incluant vingt singles en tant qu'artiste principale et vingt-sept clips vidéo. Elle fait ses débuts à l'été 2004 avec l'album Goodies qui débute à la troisième place aux États-Unis et se positionne dans le top 40 de plusieurs classements musicaux à travers le monde. La chanson éponyme de l'album culmine à la première position aux États-Unis pendant sept semaines consécutives et donne à la chanteuse le surnom de « The First Lady of Crunk&B » (« la première dame du Crunk&B »). Les trois singles de l'album atteignent le top 10 dans de nombreux classements musicaux internationaux. Goodies est certifié triple disque de platine aux États-Unis et s'est vendu à plus de cinq millions d'exemplaires dans le monde entier,. Ciara a également participé à un certain nombre de collaborations, les singles Lose Control avec Missy Elliott et Like You avec Bow Wow se positionnent dans de nombreux classements.
Deux ans plus tard, en 2006, Ciara revient avec son second opus, intitulé Ciara: The Evolution. L'album entre directement à la première position dans le Billboard 200 ainsi que dans le Top R&B/Hip-Hop Albums. Il atteint le statut de disque de platine aux États-Unis et se vend à environ deux millions d'exemplaires à travers le monde,. Le single Get Up atteint le top 10 aux États-Unis et en Nouvelle-Zélande, certifié disque de platine par la RIAA. Le titre Like a Boy reste le morceau le plus célèbre de l'album, se positionnant dans seize classements différents.
En mai 2009, Ciara revient avec son troisième album studio, Fantasy Ride. Tout en restant dans le style RnB et hip-hop, l'album a une certaine sonorité pop et danse, ainsi que des influences de soul. Bien que l'album débute dans le top dix aux États-Unis, en Irlande et au Royaume-Uni, son succès est moins important par rapport aux albums précédents, seulement 193 000 exemplaires ont été vendus aux États-Unis en un an. Cependant, le single Love Sex Magic, en collaboration avec Justin Timberlake, entre dans le top 10 de plusieurs classements dans le monde. Les deux singles suivants, Like a Surgeon et Work, ont un succès modéré aux États-Unis. Toujours en 2009, Ciara collabore avec le chanteur espagnol Enrique Iglesias sur le single Takin' Back My Love.
Basic Instinct sort en décembre 2010. Avec cet album, Ciara revient à ses fondamentaux et propose un album résolument plus urbain. Le premier single Ride se positionne à la troisième place dans le Hot R&B/Hip-Hop Songs, tandis que les singles restants, Gimmie Dat et Speechless ont eu un succès modéré dans les classements.
Le cinquième album studio intitulé Ciara prévu le 9 juillet 2013 est le premier album publié sous le label Epic Records. Le premier single Body Party a jusqu'ici atteint la huitième place dans le classement RnB aux États-Unis.

## Albums

### Albums studio
| Titre                                                                    | Détails de l'album                                                                | Meilleure position | Meilleure position | Meilleure position | Meilleure position | Meilleure position | Meilleure position | Meilleure position | Meilleure position | Meilleure position | Meilleure position | Ventes cumulées                       | Certifications                                                                            |
| Titre                                                                    | Détails de l'album                                                                | ALL                | AUS                | CAN                | US                 | US R&B             | FRA                | IRL                | N-Z                | R-U                | SUI                | Ventes cumulées                       | Certifications                                                                            |
| ------------------------------------------------------------------------ | --------------------------------------------------------------------------------- | ------------------ | ------------------ | ------------------ | ------------------ | ------------------ | ------------------ | ------------------ | ------------------ | ------------------ | ------------------ | ------------------------------------- | ----------------------------------------------------------------------------------------- |
| Goodies                                                                  | - Sortie : 28 septembre 2004 - Label : LaFace - Formats : CD, téléchargement      | 67                 | 46                 | —                  | 1                  | 1                  | 65                 | 36                 | 29                 | 26                 | 52                 | - É-U : 2 748 000 - Monde : 5 000 000 | - É-U : 3 × Platine - R-U : Argent - IRL : Or - CAN : Platine - N-Z:Gold[réf. nécessaire] |
| Ciara: The Evolution                                                     | - Sortie : 5 décembre 2006 - Label : LaFace - Formats : CD, téléchargement        | 32                 | 76                 | —                  | 1                  | 1                  | 49                 | 29                 | 21                 | 17                 | 15                 | - É-U : 1 326 000 - Monde : 2 000 000 | - É-U : Platine - R-U : Argent                                                            |
| Fantasy Ride                                                             | - Sortie : 3 mai 2009 - Label : LaFace - Formats : CD, téléchargement             | 77                 | 39                 | 22                 | 3                  | 2                  | 34                 | 10                 | —                  | 9                  | 13                 | - É-U : 193 000 - Monde : 500 000     |                                                                                           |
| Basic Instinct                                                           | - Sortie : 10 décembre 2010 - Label : LaFace, Jive - Formats : CD, téléchargement | —                  | —                  | —                  | 44                 | 11                 | —                  | —                  | —                  | —                  | 83                 | - É-U : 116 000 - Monde : 300 000     |                                                                                           |
| Ciara                                                                    | - Sortie : 5 juillet 2013 - Label : Epic - Formats : CD, téléchargement           | —                  | 35                 | 21                 | 2                  | 2                  | 163                | —                  | —                  | 42                 | 63                 | - É-U : 208 000                       |                                                                                           |
|                                                                          |                                                                                   |                    |                    |                    |                    |                    |                    |                    |                    |                    |                    |                                       |                                                                                           |
| Jackie                                                                   | - Sortie : 4 mai 2015 - Label : Epic - Formats : CD, téléchargement               | —                  | 53                 | —                  | 17                 | 2                  | —                  | —                  | —                  | 46                 | —                  | - É-U : 62 231 - Monde : 101 000      |                                                                                           |
| Beauty Marks                                                             | - Sortie : 10 mai 2019 - Label : - Formats : CD, téléchargement                   |                    |                    |                    |                    |                    |                    |                    |                    |                    |                    |                                       |                                                                                           |
| « — » indique que l'album studio n'est pas sorti ou classé dans le pays. |                                                                                   |                    |                    |                    |                    |                    |                    |                    |                    |                    |                    |                                       |                                                                                           |

### Compilations
| Titre                            | Détails de l'album                                                               |
| -------------------------------- | -------------------------------------------------------------------------------- |
| Goodies / The Evolution          | - Sortie : 27 septembre 2010 - Label : Sony Music - Formats : CD, téléchargement |
| Playlist: The Very Best of Ciara | - Sortie : 29 mai 2012 - Label : LaFace - Formats : CD, téléchargement           |

### EPs
| Titre                             | Détails de l'album                                                  |
| --------------------------------- | ------------------------------------------------------------------- |
| Fantasy Ride: The Mini Collection | - Sortie : 23 juillet 2009 - Label : RCA - Formats : Téléchargement |

### DVD
| Titre                      | Détails de l'album                                      | Meilleure position | Certifications  |
| Titre                      | Détails de l'album                                      | É-U vidéo          | Certifications  |
| -------------------------- | ------------------------------------------------------- | ------------------ | --------------- |
| Goodies: The Videos & More | - Sortie : 7 juin 2005 - Label : LaFace - Formats : DVD | 2                  | - É-U : Platine |

## Chansons

### Singles
| Titre                                                               | Année | Meilleure position | Meilleure position | Meilleure position | Meilleure position | Meilleure position | Meilleure position | Meilleure position | Meilleure position | Meilleure position | Meilleure position | Certifications                                             | Album                |
| Titre                                                               | Année | ALL                | AUS                | CAN                | É-U                | É-U RnB            | FRA                | IRL                | N-Z                | R-U                | SUI                | Certifications                                             | Album                |
| ------------------------------------------------------------------- | ----- | ------------------ | ------------------ | ------------------ | ------------------ | ------------------ | ------------------ | ------------------ | ------------------ | ------------------ | ------------------ | ---------------------------------------------------------- | -------------------- |
| Goodies (featuring Petey Pablo)                                     | 2004  | 10                 | 19                 | —                  | 1                  | 1                  | 27                 | 4                  | 10                 | 1                  | 10                 | - É-U : Platine                                            | Goodies              |
| 1, 2 Step (featuring Missy Elliott)                                 | 2004  | 7                  | 2                  | —                  | 2                  | 4                  | 31                 | 3                  | 2                  | 3                  | 5                  | - É-U : Platine - AUS : Platine - CAN : Platine - N-Z : Or | Goodies              |
| Oh (featuring Ludacris)                                             | 2005  | 7                  | 7                  | —                  | 2                  | 2                  | 48                 | 7                  | 5                  | 4                  | 11                 | - É-U : Platine - AUS : Or                                 | Goodies              |
| And I                                                               | 2005  | —                  | —                  | —                  | 96                 | 27                 | —                  | —                  | —                  | —                  | —                  |                                                            | Goodies              |
| Get Up (featuring Chamillionaire)                                   | 2006  | 29                 | —                  | —                  | 7                  | 10                 | —                  | —                  | 5                  | 189                | 17                 | - É-U : Or                                                 | Ciara: The Evolution |
| Promise                                                             | 2006  | —                  | —                  | —                  | 11                 | 1                  | —                  | —                  | —                  | —                  | —                  | - É-U : Platine                                            | Ciara: The Evolution |
| Like a Boy                                                          | 2007  | 29                 | —                  | —                  | 19                 | 6                  | 20                 | 11                 | 29                 | 16                 | 16                 | - É-U : Or                                                 | Ciara: The Evolution |
| Can't Leave 'em Alone (featuring 50 Cent)                           | 2007  | 44                 | —                  | —                  | 40                 | 10                 | —                  | —                  | 4                  | 109                | 67                 | - É-U : Or                                                 | Ciara: The Evolution |
| Go Girl (featuring T-Pain)                                          | 2008  | —                  | —                  | —                  | 78                 | 26                 | —                  | —                  | —                  | —                  | —                  |                                                            | Fantasy Ride         |
| Never Ever (featuring Young Jeezy)                                  | 2009  | —                  | —                  | —                  | 66                 | 9                  | —                  | —                  | 25                 | —                  | —                  | É-U : Or                                                   | Fantasy Ride         |
| Love Sex Magic (featuring Justin Timberlake)                        | 2009  | 7                  | 5                  | 6                  | 10                 | 83                 | 8                  | 4                  | 6                  | 5                  | 11                 | - AUS : Platine - N-Z : Or                                 | Fantasy Ride         |
| Like a Surgeon                                                      | 2009  | —                  | —                  | —                  | —                  | 59                 | —                  | —                  | —                  | —                  | —                  |                                                            | Fantasy Ride         |
| Work (featuring Missy Elliott)                                      | 2009  | —                  | 66                 | —                  | 67                 | —                  | —                  | 31                 | —                  | 52                 | —                  |                                                            | Fantasy Ride         |
| Ride (featuring Ludacris)                                           | 2010  | —                  | 75                 | —                  | 42                 | 3                  | —                  | —                  | —                  | 75                 | —                  | É-U : Or                                                   | Basic Instinct       |
| Speechless                                                          | 2010  | —                  | —                  | —                  | —                  | 74                 | —                  | —                  | —                  | —                  | —                  |                                                            | Basic Instinct       |
| Gimmie Dat[A]                                                       | 2010  | —                  | —                  | —                  | —                  | 63                 | —                  | —                  | —                  | 111                | —                  |                                                            | Basic Instinct       |
| Sorry[B]                                                            | 2012  | —                  | —                  | —                  | —                  | 42                 | —                  | —                  | —                  | 173                | —                  |                                                            | Aucun                |
| Got Me Good                                                         | 2012  | —                  | —                  | —                  | —                  | —                  | —                  | —                  | —                  | —                  | —                  |                                                            | Aucun                |
| Body Party                                                          | 2013  | —                  | —                  | —                  | 22                 | 6                  | —                  | —                  | —                  | —                  | 174                | - E-U : Or                                                 | Ciara                |
| I'm Out (featuring Nicki Minaj)                                     | 2013  | —                  | 41                 | 86                 | 44                 | 13                 | 159                | —                  | —                  | 54                 | —                  |                                                            | Ciara                |
| Overdose                                                            | 2013  | —                  | —                  | —                  | —                  | —                  | —                  | —                  | —                  | —                  | —                  |                                                            | Ciara                |
| I Bet                                                               | 2015  | —                  | —                  | 95                 | 43                 | 15                 | —                  | —                  | —                  | 56                 | —                  | - E-U : Platine                                            | Jackie               |
| Dance Like We're Making Love                                        | 2015  | —                  | —                  | 83                 | 100                | 28                 | 199                | —                  | —                  | —                  | —                  |                                                            | Jackie               |
| Paint it Black                                                      | 2015  | —                  | —                  | —                  | —                  | —                  | —                  | —                  | —                  | —                  | —                  |                                                            | NC                   |
| ecstazy (feat Normani et Teyana Taylor)                             | 2025  |                    |                    |                    |                    |                    |                    |                    |                    |                    |                    |                                                            |                      |
| « — » indique que le single n'est pas sorti ou classé dans le pays. |       |                    |                    |                    |                    |                    |                    |                    |                    |                    |                    |                                                            |                      |

### Singles en collaboration
| Titre                                                               | Année | Meilleure position | Meilleure position | Meilleure position | Meilleure position | Meilleure position | Meilleure position | Meilleure position | Meilleure position | Meilleure position | Meilleure position | Certifications        | Album                                   |
| Titre                                                               | Année | ALL                | AUS                | É-U                | É-U RnB            | FRA                | IRL                | N-Z                | SUÈ                | SUI                | R-U                | Certifications        | Album                                   |
| ------------------------------------------------------------------- | ----- | ------------------ | ------------------ | ------------------ | ------------------ | ------------------ | ------------------ | ------------------ | ------------------ | ------------------ | ------------------ | --------------------- | --------------------------------------- |
| Lose Control (Missy Elliott featuring Ciara et Fatman Scoop)        | 2005  | 25                 | 7                  | 3                  | 6                  | —                  | 16                 | 2                  | 43                 | 7                  | 21                 | - É-U : Or - AUS : Or | The Cookbook                            |
| Like You (Bow Wow featuring Ciara)                                  | 2005  | 39                 | 16                 | 3                  | 1                  | —                  | 4                  | —                  | —                  | 17                 | 72                 | - É-U : Or            | Wanted                                  |
| So What (Field Mob featuring Ciara)                                 | 2006  | —                  | 40                 | 10                 | 4                  | —                  | —                  | —                  | —                  | 56                 | —                  |                       | Light Poles and Pine Trees              |
| Promise Ring (Tiffany Evans featuring Ciara)                        | 2007  | —                  | —                  | —                  | 66                 | —                  | —                  | —                  | —                  | —                  | —                  |                       | Tiffany Evans                           |
| Stepped on My J'z (Nelly featuring Ciara et Jermaine Dupri)         | 2008  | —                  | —                  | 90                 | 104                | —                  | —                  | —                  | —                  | —                  | —                  |                       | Brass Knuckles                          |
| Just Stand Up! (avec divers artistes)                               | 2008  | —                  | 39                 | 11                 | 57                 | —                  | 11                 | 19                 | 51                 | 26                 | —                  |                       | Aucun                                   |
| Takin' Back My Love (Enrique Iglesias featuring Ciara)              | 2009  | 9                  | —                  | —                  | —                  | 2                  | 7                  | —                  | 40                 | 12                 | 23                 |                       | Greatest Hits                           |
| I'm Legit (Nicki Minaj featuring Ciara)                             | 2013  | —                  | —                  | —                  | 40                 | —                  | —                  | —                  | —                  | —                  | 97                 |                       | Pink Friday: Roman Reloaded – The Re-Up |
| Get Up (R3hab featuring Ciara)                                      | 2016  | —                  | —                  | —                  | —                  | —                  | —                  | —                  | —                  | —                  | —                  |                       | Aucun                                   |
| « — » indique que le single n'est pas sorti ou classé dans le pays. |       |                    |                    |                    |                    |                    |                    |                    |                    |                    |                    |                       |                                         |

### Singles promotionnels
| Titre                                                                                | Année | Meilleure position | Album |
| Titre                                                                                | Année | É-U RnB            | Album |
| ------------------------------------------------------------------------------------ | ----- | ------------------ | ----- |
| Feedback (So So Def Remix) (Janet Jackson featuring Busta Rhymes, Ciara et Fabolous) | 2008  | —                  | Aucun |
| My Girl (Remix) (Mindless Behavior featuring Ciara, Tyga et Lil Twist)               | 2011  | —                  | Aucun |
| Sweat (featuring 2 Chainz)                                                           | 2012  | 86                 | Aucun |
| « — » indique que le single n'est pas sorti ou classé dans le pays.                  |       |                    |       |

### Autres apparitions
| Titre                      | Année | Artiste(s)           | Album                                        |
| -------------------------- | ----- | -------------------- | -------------------------------------------- |
| I Wish                     | 2004  | ATL                  | The ATL Project                              |
| It's Us                    | 2004  | ATL                  | The ATL Project                              |
| Got Me Waiting             | 2004  | Fantasia             | Free Yourself                                |
| Roll wit' You              | 2005  | NC                   | Bande originale de Coach Carter              |
| If I Hit (Remix)           | 2005  | 112, T.I.            | NC                                           |
| Wanna Move                 | 2006  | Diddy, Big Boi, Scar | Press Play                                   |
| Click Flash                | 2008  | NC                   | Bande originale de Sex and the City, le film |
| Blowing Up                 | 2008  | T-Pain               | Three Ringz                                  |
| How Low (Remix)            | 2010  | Ludacris, Pitbull    | Battle of the Sexes                          |
| Turn on the Lights (Remix) | 2012  | Future               | NC                                           |
| I'm Legit                  | 2012  | Nicki Minaj          | Pink Friday: Roman Reloaded - The Re-Up      |

## Vidéos

### Clips vidéo
| Titre                                        | Année | Réalisateur      |
| -------------------------------------------- | ----- | ---------------- |
| Goodies (featuring Petey Pablo)              | 2004  | Benny Boom       |
| 1, 2 Step (featuring Missy Elliott)          | 2004  | Benny Boom       |
| Oh (featuring Ludacris)                      | 2005  | Fat Cats         |
| And I"                                       | 2005  | Fat Cats         |
| Get Up (featuring Chamillionaire)            | 2006  | Joseph Kahn      |
| Promise                                      | 2006  | Diane Martel     |
| Like a Boy                                   | 2007  | Diane Martel     |
| Can't Leave 'em Alone (featuring 50 Cent)    | 2007  | Fat Cats         |
| That's Right (featuring Lil Jon)             | 2007  | Fat Cats         |
| Go Girl (featuring T-Pain)                   | 2008  | Melina           |
| Never Ever (featuring Young Jeezy)           | 2009  | Chris Robinson   |
| Love Sex Magic (featuring Justin Timberlake) | 2009  | Diane Martel     |
| Work (featuring Missy Elliott)               | 2009  | Melina           |
| Basic Instinct (U Got Me)                    | 2010  | Phil the God     |
| Ride (featuring Ludacris)                    | 2010  | Diane Martel     |
| Speechless                                   | 2010  | Colin Tilley     |
| Gimmie Dat                                   | 2010  | Melina           |
| Sorry                                        | 2012  | Christopher Sims |
| Got Me Good                                  | 2012  | Joseph Kahn      |
| Body Party                                   | 2013  | Director X       |

### Apparitions vidéo
| Titre                                                                  | Année | Réalisateur                |
| ---------------------------------------------------------------------- | ----- | -------------------------- |
| Lose Control (Missy Elliott featuring Ciara et Fatman Scoop)           | 2005  | Dave Meyers, Missy Elliott |
| Like You (Bow Wow featuring Ciara)                                     | 2005  | Bryan Barber               |
| So What (Field Mob featuring Ciara)                                    | 2006  | Jessy Terrero              |
| Promise Ring (Tiffany Evans featuring Ciara)                           | 2007  | Fat Cats                   |
| Stepped on My J'z (Nelly featuring Ciara et Jermaine Dupri)            | 2008  | Benny Boom                 |
| Takin' Back My Love (Enrique Iglesias featuring Ciara)                 | 2009  | Ray Kay                    |
| My Girl (Remix) (Mindless Behavior featuring Ciara, Tyga et Lil Twist) | 2011  | Ryan Pallota               |